# Liste der Monuments historiques in Comines
Die Liste der Monuments historiques in Comines führt die Monuments historiques in der französischen Gemeinde Comines auf.

## Liste der Bauwerke
| Bezeichnung                                      | Beschreibung | Standort                                                                 | Kennzeichnung | Schutzstatus | Datum | Bild           |
| ------------------------------------------------ | ------------ | ------------------------------------------------------------------------ | ------------- | ------------ | ----- | -------------- |
| Kirche St-Chrysole                               | Erbaut 1922  | Grand-Place (Lage)                                                       | PA59000075    | Classé       | 2002  | weitere Bilder |
| Hôtel de Ville                                   | Erbaut 1922  | Grand’Place Rue du Maréchal-Foch Rue du Pont Rue de la République (Lage) | PA59000068    | Inscrit      | 2001  | weitere Bilder |
| Grab von Jean de Comines und Jeanne de Ghistelle |              | Jardin public Grand-Place (Lage)                                         | PA00107434    | Classé       | 1926  |                |

## Liste der Objekte

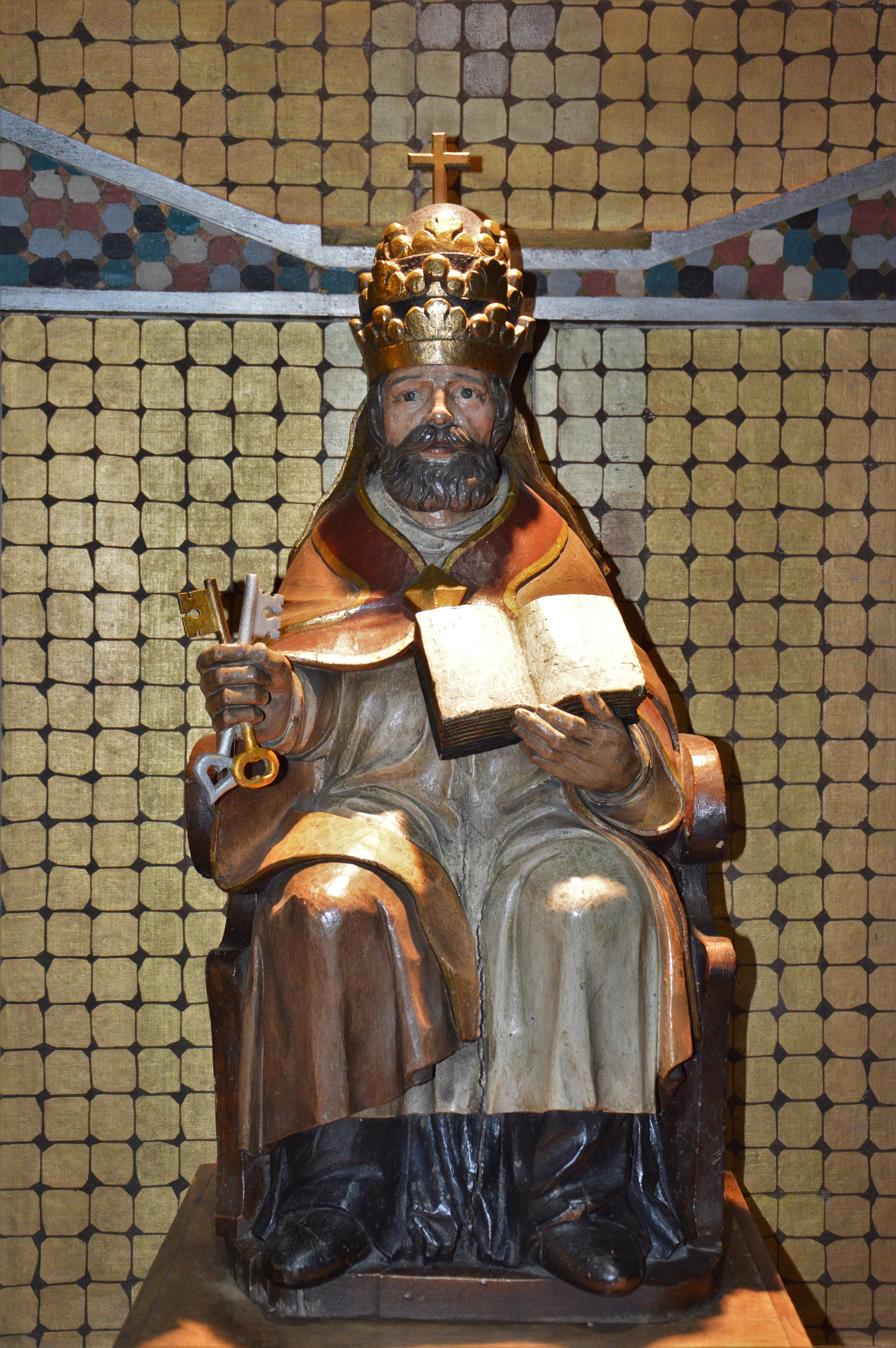
Skulptur des Apostels Petrus (19. Jahrhundert) in der Kirche St-Chrysole

- Monuments historiques (Objekte) in Comines in der Base Palissy des französischen Kultusministeriums